# چشم بادومی
چشم بادومی فیلمی به کارگردانی ابراهیم امینی محصول سال ۱۴۰۳ ایران است.